# Cuscomys
Cuscomys är ett släkte i familjen chinchillaråttor med en eller två nu levande arter som förekommer i Anderna i Peru.
Arterna är:
- Cuscomys ashaninka
- Cuscomys oblativa, möjligen utdöd

## Upptäcktshistoria
Året 1999 hittade zoologen Dr Louise Emmons en förut okänd gnagare i skogen nära staden Cusco i Peru. Hon beskrev arten samma år med det vetenskapliga namnet Cuscomys ashaninka som syftar på fyndplatsen samt på ursprungsbefolkningen Ashaninka som lever i området. Redan 1916 hade Eaton beskrivit en chinchillaråtta av kattstorlek efter kvarlevor som hade hittats i människogravar i Machu Picchu. Det var troligen djur som Inkafolket höll som husdjur och som begravdes tillsammans med sina ägare. Denna gnagare listades ursprungligen i släktet Abrocoma och den flyttades under tidiga 2000-talet till det nya släktet. Fotografier som togs 2009 nära Machu Picchu visar en gnagare som tillhör släktet Cuscomys. Enligt zoologernas tolkning är det arten Cuscomys oblativa som tidigare antogs vara utdöd.

## Utseende
Storleksuppgifter togs från Cuscomys ashaninka och antas vara lika för den andra arten. Den är något längre än 30 cm (huvud och bål) och har en svans som mäter lite över 20 cm. Vikten är 900 g eller lite tyngre. Den täta pälsen har på ovansidan 40 mm långa svarta täckhår på grå underull vad som ger den ett svartaktig utseende. På kroppssidorna är pälsen ljusare på grund av flera inblandade vita hår och undersidan är grå med en frostig skugga. Kännetecknande är en vit strimma i ansiktet som sträcker sig från hakan över munnen och näsan till hjässan. Svansen är täckt av styva hår som nästan gömmer de underliggande fjäll. Håren är mörka vid svansroten och vita vid spetsen.
Med sina breda fötter som är utrustade med kraftiga böjda klor är arterna bra anpassade för livet i Anderna. Hos framtassarna saknas tummen och bakfötterna har fem tår. De två arterna skiljer sig i avvikande detaljer av skallens och tändernas konstruktion. Dessutom har Cuscomys oblativa längre och mera spetsigare öron än Cuscomys ashaninka.

## Utbredning och ekologi
Arterna är bara kända från de två beskrivna platserna som ligger 2350 (Machu Picchu) respektive 3350 (nära Cusco) över havet. Cuscomys ashaninka hittades i en molnskog med småväxta träd som var täckta av många epifyter. Antagligen klättrar dessa gnagare i växtligheten. Den undersökta individen av Cuscomys ashaninka (typen) var en hona som kort innan blev dödad av en långsvansad vessla (Mustela frenata). Den hade rester av frukter och av andra växtdelar i magsäcken och den var dräktig med en unge.